# Будинок із привидами (фільм, 1921)
«Будинок із привидами» (англ. The Haunted House) — американська німа кінокомедія Бастера Кітона 1921 року.

## Сюжет
Кітон грає касира, що працює в успішному банку. Чесний і законослухняний, він відмовляється обслужити клієнтку до початку робочого дня. Проте, помітивши її симпатію до себе, вирішує перевести годинник і формально дотриматися правил. Начальник банку — шахрай, який задумав привласнити всі гроші, які туди принесли клієнти. Начальник і його посіпаки планують зобразити пограбування та сховати накрадене в старому будинку, наповненому пастками проти поліції.
Касир випадково вмочує пальці в клей, через що стається низка кумедних неприємностей. Він склеює двох клієнтів і гроші, чим майже перешкоджає задуму злочинців, які прийшли «грабувати» банк. Однак, коли він хапає полишені на касі пістолети, начальник вирішує, що касир намагався пограбувати першим. Касир, злякавшись, тікає, і ховається в старому будинку.
У той же час трупа акторів, одягнена в костюми диявола, привидів і скелетів, ставила в театрі «Фауста». Декорації ламаються і вистава стає провалом. Обурені глядачі біжать за акторами-невдахами, що ховаються в тому ж будинку, де й касир. Це змушує касира та злочинців повірити, що в тому будинку є справжні привиди.
Після багатьох зустрічей з «привидами» та пастками, касир усвідомлює, що це переодягнені люди. Начальник банку приголомшує касира ударом по голові та тікає. Згодом його та інших зловмисників знаходить поліція та заарештовує. Душу касира двоє янголят супроводжують до сходів, які ведуть у Рай. Однак, святий Петро не пропускає його та скидає в Пекло, де чорт коле його вилами. За мить виявляється, що це наснилося касиру, а насправді його знаходить і обіймає дочка директора банку.

## У ролях
- Бастер Кітон — банківський касир
- Вірджинія Фокс — дочка начальника банку
- Джо Робертс — начальник банку
- Едвард Ф. Клайн — клієнт банку
- Дороті Кассіл — кокетлива банківська клієнтка
- Наталі Талмадж — жінка, що знепритомніла в банку